# Čongrad-čanadska županija
Čongrad-čanadska županija (mađarski: Csongrád-Csanád megye) jedna je od 19 mađarskih  županija. Pripada regiji Južnoj Nizini (Alföld). Administrativno središte je Segedin. Površina županije je 4263 km², a broj stanovnika 433 344.

## Zemljopisne osobine
Nalazi se u jugoistočnoj Mađarskoj, u regiji Južni Alföld (Dél-Alföl)
Susjedne županije su Bačko-kiškunska na zapadu, Jaziško-velikokumansko-szolnočka na sjeveru, Bekeška na istoku. Na jugu graniči s autonomnom pokrajinom Vojvodinom Republike Srbije i na jugoistoku s Rumunjskom.
Gustoća naseljenosti je 100 stanovnika po četvornom kilometru. 
U Čongradskoj se županiji nalazi 60 naselja.

## Upravna organizacija
Hrvatska imena naselja prema ili
Županija je organizirana u ove mikroregije: čongradsku, vašareljsku, kištelečku, makovsku, ralmsku, segedinsku i sentešku.
Gradovi s okružnim pravima su Seged i Vašarelj.

### Gradovi
Gradovi u ovoj županiji su: Szentes, Makovo (Makó), Čongrad, Sándorfalva, Kistelek, Micenta (Mindszent), Ralma (Mórahalom)

### Sela i velika sela
| - Đeva - Ambrózfalva - Patvalva - Árpádhalom - Zlatara - Baks - Balástya - Bordány - Csanádalberti - Csanytelek - Csengele - Derekegyház - Deska | - Domaszék - Dóc - Eperjes - Fábiánsebestyén - Felgyő - Kukućin - Forráskút - Földeák - Királyhegyes - Kiszombor - Karavala - Kövegy - Kibik | - Magyarcsanád - Maroslele - Mártély - Nagyér - Nagylak - Nagymágocs - Nagytőke - Óföldeák - Ópusztaszer - Otimaš - Pitvaros - Mirgeš - Pusztaszer | - Riska - Ruzsa - Satumaz - Szegvár - Székkutas - Tiszasziget - Tömörkény - Sentivan - Jileš - Zákányszék - Zsombó |

## Stanovništvo
U županiji živi oko 433 344 stanovnika (prema popisu 2001.).
- Mađari = 407 251
- Romi, Bajaši = 3 149
- Nijemci = 1 502
- Srbi 1 177
- Rumunji = 891
- Slovaci = 819
- Hrvati 262
- Ukrajinci 260
- Grci 215
- Poljaci 166
- Arapi 141
- ostali

## Vanjske poveznice
- (engleski) Mađarski statistički ured - nacionalni sastav Čongradske županije 2001.